# Orconte
Orconte ist eine französische Gemeinde im Département Marne in der Region Grand Est. Sie hat eine Fläche von 13,78 km² und 366 Einwohner (2022) und liegt am gleichnamigen Fluss Orconte.

## Geografie
Die Gemeinde Orconte liegt am Marne-Saône-Kanal etwa auf halbem Weg zwischen den Städten Vitry-le-François und Saint-Dizier, fünf Kilometer nördlich des größten französischen Stausees Lac du Der-Chantecoq. Umgeben wird Orconte von den Nachbargemeinden Thiéblemont-Farémont im Norden, Heiltz-le-Hutier im Nordosten, Perthes im Osten, Larzicourt im Süden, Isle-sur-Marne im Südwesten sowie Matignicourt-Goncourt im Westen. Im Nordosten streift die hier autobahnartig ausgebaute RN4 das Gemeindegebiet von Orconte.

## Bevölkerungsentwicklung
| Jahr                       | 1962 | 1968 | 1975 | 1982 | 1990 | 1999 | 2006 | 2012 | 2018 |
| -------------------------- | ---- | ---- | ---- | ---- | ---- | ---- | ---- | ---- | ---- |
| Einwohner                  | 297  | 315  | 317  | 371  | 409  | 455  | 420  | 434  | 385  |
| Quellen: Cassini und INSEE |      |      |      |      |      |      |      |      |      |

## Sehenswürdigkeiten

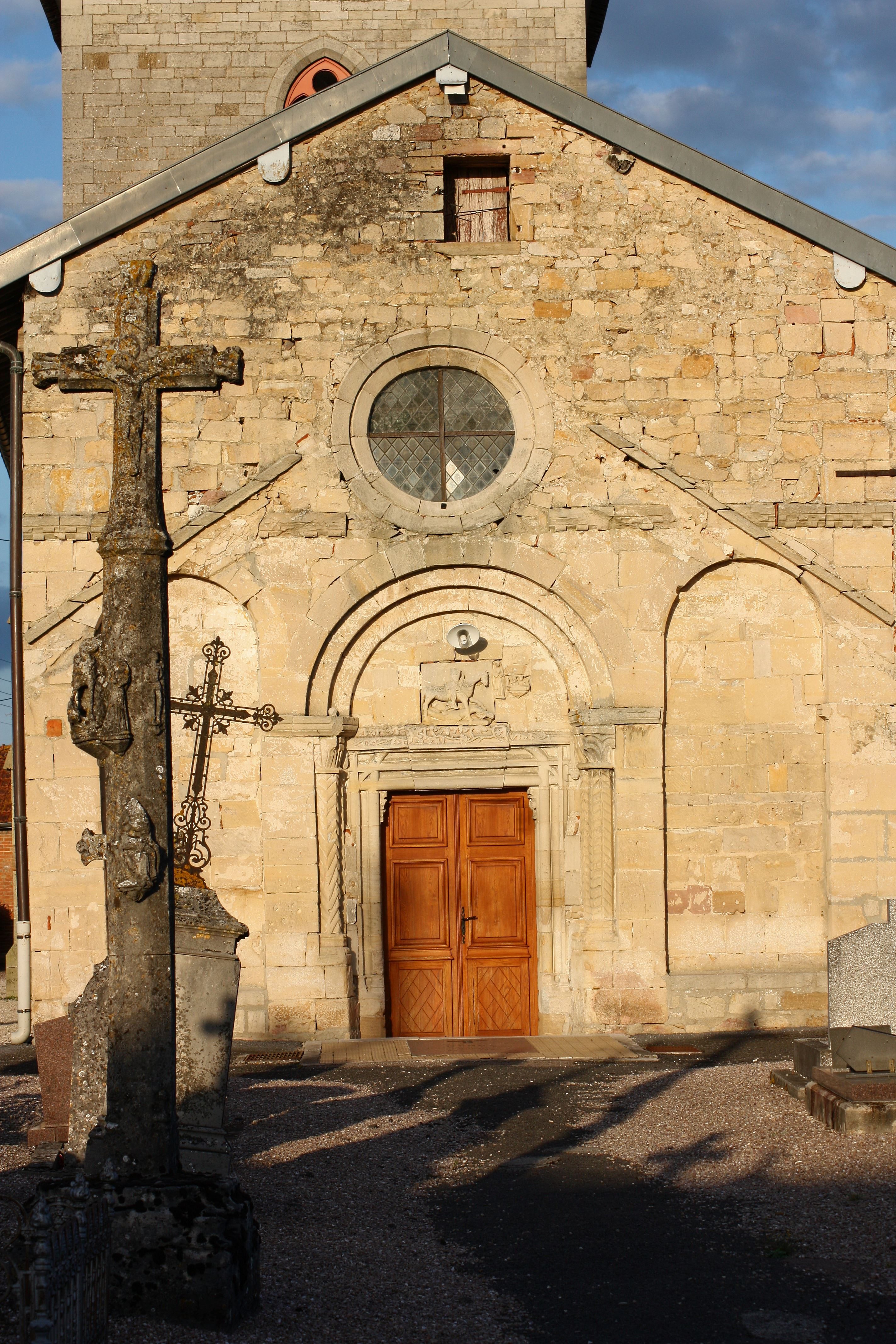
Kirche Saint-Georges

- Kirche Saint-Georges